# Morden (Londra)
Morden è un quartiere di Londra, facente parte del borgo londinese di Merton.
È situato approssimativamente a 16 Km a Sud-sudovest del centro di Londra, tra il parco di Merton a nord, Mitcham ad est, Sutton a sud ed il parco di Worcester ad ovest. È servito dalla stazione omonima della metropolitana di Londra.
È la sede della grande moschea di Baitul Futuh, aperta nel 2003.